# Tommaso d'Aquino (bispo de Mottola)
Tommaso d'Aquino, CR (1584–1651) foi um prelado católico romano que serviu como bispo de Mottola de 1648 a 1651.

## Biografia
Tommaso d'Aquino nasceu em Nápoles e foi ordenado sacerdote na Ordem dos Clérigos Regulares. No dia 8 de Fevereiro de 1648, foi seleccionado bispo de Mottola e confirmado pelo Papa Inocêncio X a 24 de Agosto de 1648. A 20 de Setembro de 1648, foi consagrado bispo por Pier Luigi Carafa, cardeal-sacerdote de Santi Silvestro e Martino ai Monti, com Fausto Caffarelli, arcebispo de Santa Severina, e Ranuccio Scotti Douglas, bispo de Borgo San Donnino, servindo como co-consagradores. Serviu como bispo de Mottola até à sua morte em 1650.